# Pat Mills
Pat Mills (Ipswich, 7 marzo 1949) è un fumettista e scrittore britannico noto per essere uno dei fondatori ed editor della rivista 2000 AD insieme a John Wagner e Kelvin Gosnell, per la quale ha scritto e partecipato alla creazione di personaggi come Judge Dredd e Sláine. Negli anni '70 ha contribuito a rilanciare il fumetto per ragazzi nel Regno Unito, guadagnandosi l'appellativo di godfather of British comics.

## Biografia
Mills comincia la sua carriera come editor alla DC Thomson & Co. Ltd, dove conosce John Wagner. Nel 1971 entrambi divengono autori freelance, scrivendo diverse storie umoristiche e per ragazze per la IPC. Per la casa editrice i due e Gerry Finley-Day fondano il settimanale Battle Picture Weekly, periodico a fumetti per ragazzi con storie di stampo bellico, riscuotendo immediato successo per la sua violenza e per la vicinanza alla classe operaia. Mills, promosso ad editor della testata, scrive al suo interno la serie Charley's War, ambientata durante la prima guerra mondiale, disegnata da Joe Colquhoun. Nel 1976 realizza la serie per ragazzi Action, la quale riceve diverse critiche dai media a causa della violenza e dell'antiautoritarismo espressi al suo interno, chiudendo dopo meno di due anni e venendo poi brevemente ripubblicato in una versione edulcorata su Battle Picture Weekly. Nel 1977 è tra i fondatori del settimanale 2000 AD prendendo parte come editor allo sviluppo delle serie su esso pubblicate, tra cui Judge Dredd, e scrivendone alcuni numeri. Nel 1978 la IPC lancia Starlord, una testata antologica di breve durata alla quale Mills, in collaborazione con il disegnatore Kevin O'Neill, contribuisce con la serie Ro-Busters, la quale verrà trasferita su 2000 AD dopo la cancellazione della testata. Con essa, Mills e O'Neil danno vita ad un micro-universo all'interno delle pagine del settimanale, arricchito successivamente dalle serie ABC Warriors e Nemesis the Warlock degli stessi autori. Sempre su 2000 AD, nel 1983, Mills darà vita alla serie fantasy Sláine insieme alla moglie Angela Kincaid. Nel 1986 realizza la serie di breve durata Dice Man, con protagonista l'omonimo personaggio già apparso su 2000 AD, scrivendone personalmente quasi tutti i numeri. Nel 1987 Mills e O'Neill realizzano per il mercato americano Marshal Law, parodia dei supereroi, in particolare quelli della Marvel Comics, pubblicata proprio da quest'ultima sotto l'etichetta Epic Comics. Sempre per il mercato americano scriverà storie di personaggi celebri come Batman per la DC Comics e il Punitore. Viene coinvolto nel 1988 nel lancio di Crisis, testata spin-off di 2000 AD. Per essa scriverà Third World War, disegnata da Carlos Ezquerra. Mills crea nel 1991 Toxic!, testata indipendente di sua proprietà dai toni anarchici e politicamente scorretti. Nel 1995 pubblica per la prima volta un fumetto per il mercato francese, Sha, insieme al disegnatore Olivier Ledroit. Nel 2008 e nel 2009 scrive due audiolibri dedicati al personaggio di Doctor Who per la Big Finish Productions, con protagonisti l'ottavo dottore e Lucie Miller. Nello stesso formato viene pubblicata, nel 2010, una storia di Doctor Who scritta da Mills e John Wagner negli anni '80, rimasta fino ad allora incompiuta.

## Opere pubblicate in Italia
- La guerra di Charley vol. 1 - 2 giugno 1916 - 1 agosto 1916 (Editore Nona Arte, 2016)
- La guerra di Charley vol. 2 - 1 agosto 1916 - 17 ottobre 1916  (Editore Nona Arte)
- La guerra di Charley vol. 3 - 17 ottobre 1916 - 21 febbraio 1917
- La guerra di Charley vol. 4 - Blue's story
- Judge Dredd: La terra maledetta con altri autori (Editoriale Cosmo)